# CMのCMキャンペーン
CMのCMキャンペーン（シーエムのシーエムキャンペーン）とは、日本民間放送連盟（民放連）が2005年7月から実施している民間放送テレビ局のキャンペーンである。民放連が2005年度から毎年8月28日を「テレビCMの日」と定めた一環として、これに合わせる形で始めた。1953年8月28日に日本テレビ放送網が日本で初の民放テレビ局として開局、同日に日本初のテレビCMを放送したことにちなむ。
キャッチコピーは「Enjoy!CM」。

## キャラクター
コマーさる君
顔がハイビジョンテレビ（16:9）の形をしたサル。キャンペーンCMでコマーさる君の声を担当しているのは、俳優の阿部サダヲ。

## キャンペーンCM
キャンペーン開始当初は、タレント・司会者のみのもんたとアイドル歌手の松浦亜弥を起用したCMが放映された。2005年年末と2007年12月 - 2008年7月には、シンガーソングライターの山下達郎が歌う「アイ・ラブ・コマーシャル」をCMソングに起用したバージョンもあった（アニメと実写を組み合わせたもの）。それ以降は、コマーさる君がメインとなって、コマーさる君が様々なパフォーマンスを見せる内容の物が中心となった。
2007年度のキャンペーンCMでは、最後に液晶テレビの画面に各放送局の社名ロゴかマスコットキャラクターが出てくる（ロゴが表示されない放送局も一部ある。各無料民放BSデジタル局ではロゴのみ。日本テレビは従来のマスコットキャラクターなんだろうではなく日テレちんが液晶テレビに映される）。
また、ある企業のCMを元にしたパロディCMも放送された。
- 金鳥のCMで､岸部一徳と大滝秀治が神社らしきところで話しているが､キャンペーンCMでは､コマーさるのかぶり物を岸部が大滝に渡すが､大滝は｢やっぱりつまらん!｣と発言し、かぶり物を放り投げる｡
- リクルート･ホットペッパーのCMで､外国人二人が歌の練習をするが､一人が歌のタイミングをつかめない､という内容だが､キャンペーンCMでは､コマーさるのかぶり物を付けた猿が横におり､セリフも若干違う｡

## キャンペーンCM第3弾
2006年8月 - 9月に放送された。
- 高田純次
- 瑛太
- 香椎由宇

## キャンペーンCM第4弾
2007年8月 - 9月に放送された。
- 小栗旬
- 相武紗季

## キャンペーンCM第5弾
2008年8月から放送された。
- ゼロの時代篇

母親（清水ミチコ）が「カロリーゼロ」の飲料、「基本料ゼロ」の携帯電話、「糖分ゼロ」のアイスクリームのCMを見ていた横から息子が0点の答案用紙を見せ、母親は「ナイスゼロ!」と言い息子といっしょに盛り上がる。最後は母親が息子の首を背後から締め付け、「こらっ!」と怒る。
- 激辛アリ篇

おぎやはぎ（小木博明・矢作兼）率いる蟻ん子軍団が甘いショートケーキ目がけて動くが、「激辛チップス」のCMを見て、激辛のはめになった。

## キャンペーンCM第6弾
2008年12月から放送された。
- キミをふりむかせたい〜工事現場篇
  - 市原隼人
  - 大政絢
- キミをふりむかせたい〜マネージャー篇
  - 夏帆